# کچمه‌دین
کچمه‌دین (به لاتین: Keçmədin) یک منطقه مسکونی در جمهوری آذربایجان است که در شهرستان شماخی واقع شده‌است. کچمه‌دین ۳۵۶ نفر جمعیت دارد.